# Нива (Воронежская область)
Нива — поселок в Таловском районе Воронежской области.
Входит в состав Абрамовского сельского поселения.
В посёлке имеется одна улица — Невская. Рядом с посёлком находится остановочный пункт «289 км» Юго-Восточной железной дороги.

## Население
| 2010 |
| ---- |
| 13   |